# Turn of the Screw
《Turn of the Screw》는 미국의 펑크 록 밴드 1208의 두 번째이자 마지막 정규 음반이다. 2004년 2월 9일 에피타프 레코드를 통하여 발매되었다.

수록곡 〈Fall Apart〉는 플레이스테이션과 엑스박스 게임인 번아웃 3에 사용되었다.
| 전문가 평가     | 전문가 평가 |
| 평가 점수       | 평가 점수   |
| 출처            | 점수        |
| --------------- | ----------- |
| Allmusic        | [ 1 ]       |
| The Music Fix   | [ 2 ]       |
| Punknews.org    | [ 3 ]       |
| Europunk        | [ 4 ]       |
| Music Emissions | [ 5 ]       |

## 트랙 리스트
- 전곡 모두 1208이 작곡하였다.

1. "My Loss" – 3:30
2. "Fall Apart" – 3:08
3. "Tell Me Again" – 2:52
4. "Next Big Thing" – 3:04
5. "Time to Remember" – 2:33
6. "Smash the Badge" – 2:22
7. "Lost and Found" – 3:05
8. "Everyday" – 2:51
9. "From Below" – 2:36
10. "Hurts to Know" – 2:44
11. "All I Can Do" – 2:12
12. "Not You" – 3:14
13. "The Saint" – 3:12
14. "Turn of the Screw" – 1:56

## CD
1. "Next Big Thing" music video – 3:04
2. Behind the scenes video – 4:13

## 크레딧
- 알렉스 - 보컬
- 네쇼운 - 기타
- 브라이언 - 베이스
- 매니 - 드럼
- 존 크랜필드 - 드럼
- 로드니 베르츠 - 비올라